# Sesuvioideae
Sesuvioideae Lindley è una sottofamiglia di piante succulente della famiglia delle Aizoacee.

## Tassonomia
La sottofamiglia comprende i seguenti generi:
- Sesuvium L.
- Trianthema L.
- Tribulocarpus S.Moore
- Zaleya Burmann f.